# Mildred Wiley
Pour les articles homonymes, voir Wiley.
Mildred Olive Wiley (née le 3 décembre 1901 à Taunton et décédée le 7 février 2000 à Bourne) est une athlète américaine spécialiste du saut en hauteur. Affiliée à la Boston Swimming Association, elle mesurait 1,80 m pour 65 kg.

## Biographie

### Palmarès
| Date | Compétition           | Lieu      | Résultat | Performance |
| ---- | --------------------- | --------- | -------- | ----------- |
| 1928 | Jeux olympiques d'été | Amsterdam | 3e       | 1,56 m      |

### Records
| Épreuve         | Performance | Lieu      | Date |
| --------------- | ----------- | --------- | ---- |
| Saut en hauteur | 1,56 m      | Amsterdam | 1928 |